# Hacı-Yusifli-Moschee
Hacı-Yusifli-Moschee (eingedeutscht Hadschi Jusifli) ist ein schiitisch-aserbaidschanisches Gotteshaus in der Stadt Şuşa.

## Geschichte und Architektur
Die Moschee wurde Ende des 18. Jahrhunderts errichtet. Die Stadt Şuşa bestand im 19. Jahrhundert aus 17 Vierteln, die wiederum in Ober- und Unterviertel unterteilt waren. Hacı-Yusifli war eine von 17 in Nutzung befindlichen Moscheen und befand sich im unteren Stadtteil. 
Das Moscheegebäude hatte einen rechteckigen Grundriss und verfügte über kein Minarett. Es gehörte zum Typus der Moscheen mit einem einzigen Gebetsraum und einer flachen Holzdecke. Im Eingangsbereich befanden sich asymmetrisch angeordnete Fenster der Hauptfassade. Der Haupteingang war im Bogenstil in Form einer Mondsichel gestaltet. Über diesen Bögen befanden sich in Stein gehauene Inschriften.
Vor der Eroberung von Şuşa durch armenische Truppen im Mai 1992 fanden am Moscheegebäude aufwändige Restaurierungsarbeiten statt. Während der Besatzungszeit verfiel das Bauwerk. Den Untersuchungen von Caucasus Heritage Watch zufolge, die sich wiederum auf Satellitenbilder stützen, wurde die Moschee von der armenischen Seite im Jahr 2013 komplett abgerissen und an dessen Standort ein anderes Gebäude erbaut, das 2016 fertiggestellt wurde.
Die Stadt Şuşa wurde im Zuge des Zweiten Bergkarabachkrieges von den aserbaidschanischen Streitkräften am 8. November 2020 zurückerobert.